# Lützowstraße 46 (München)

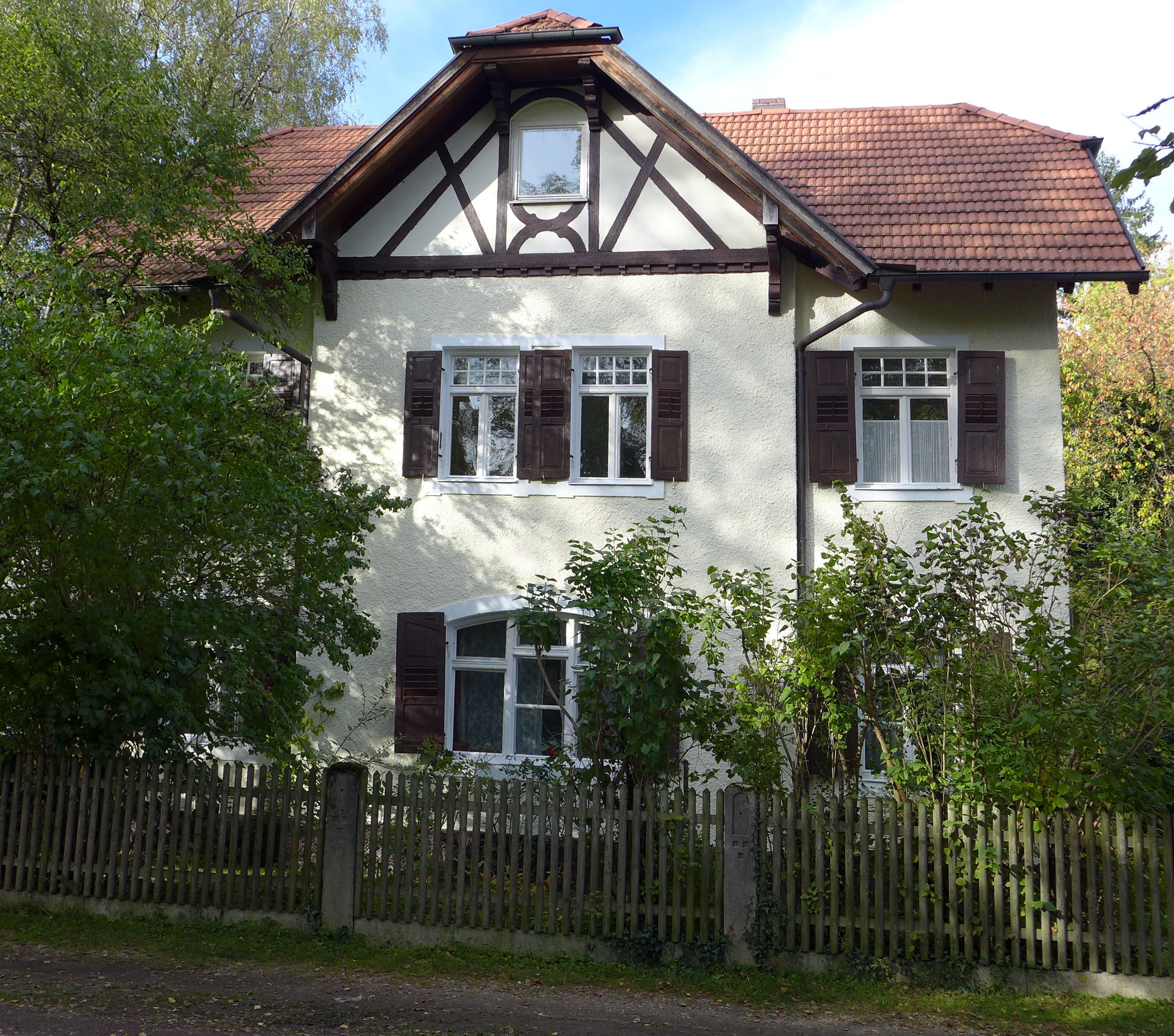
Haus Lützowstraße 46 in München

Das Haus Lützowstraße 46 im Stadtteil Obermenzing der bayerischen Landeshauptstadt München wurde um 1900 errichtet. Die Villa in der Lützowstraße, die zur Villenkolonie Pasing II gehört, ist ein geschütztes Baudenkmal.
Das Haus im Fachwerkstil wurde vom Büro August Exter entworfen. Der Traufseitbau mit Mittelrisalit gehört zur Erstbebauung der Straße. Er stellt einen ähnlichen Typus wie das Haus Nr. 28 dar.

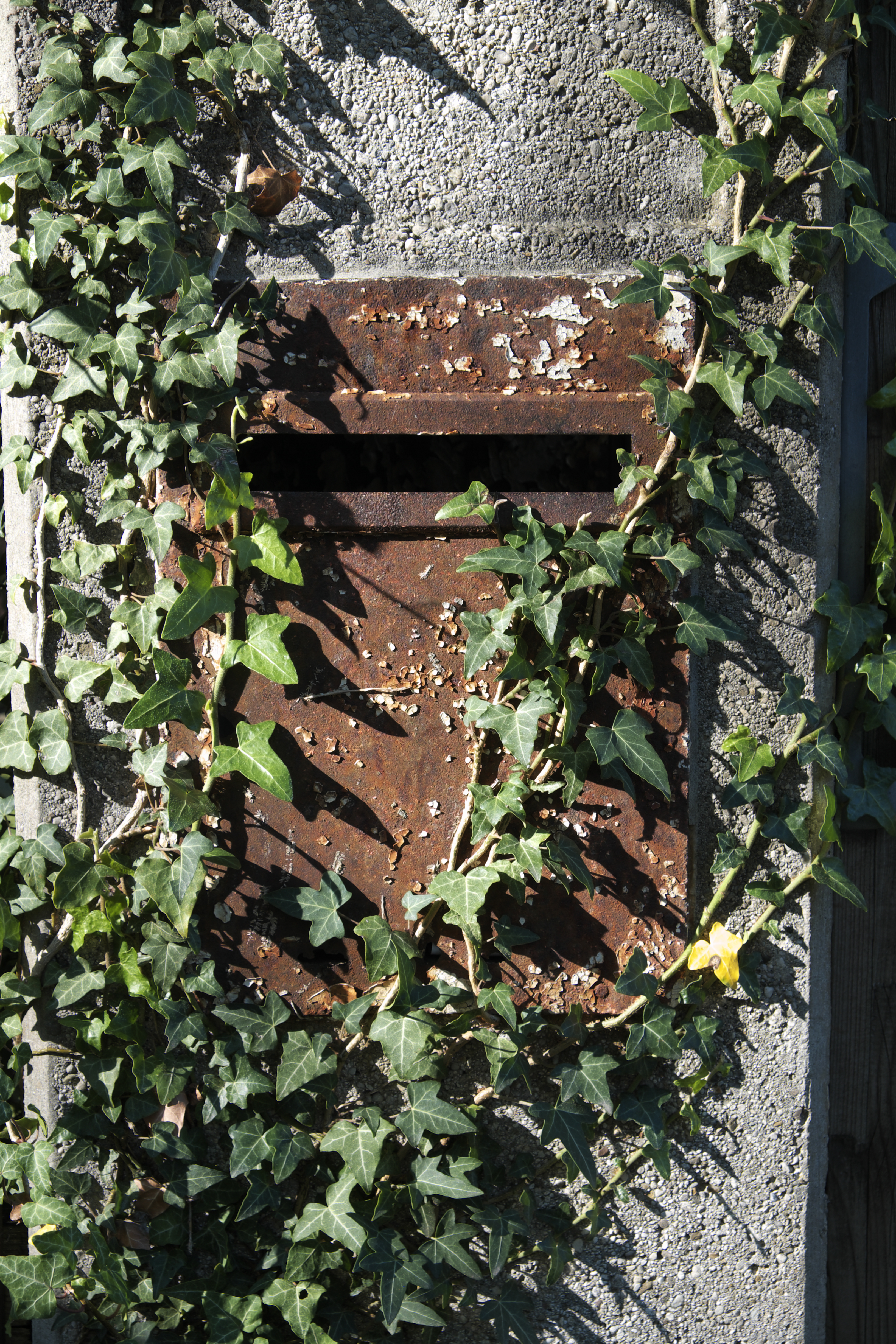
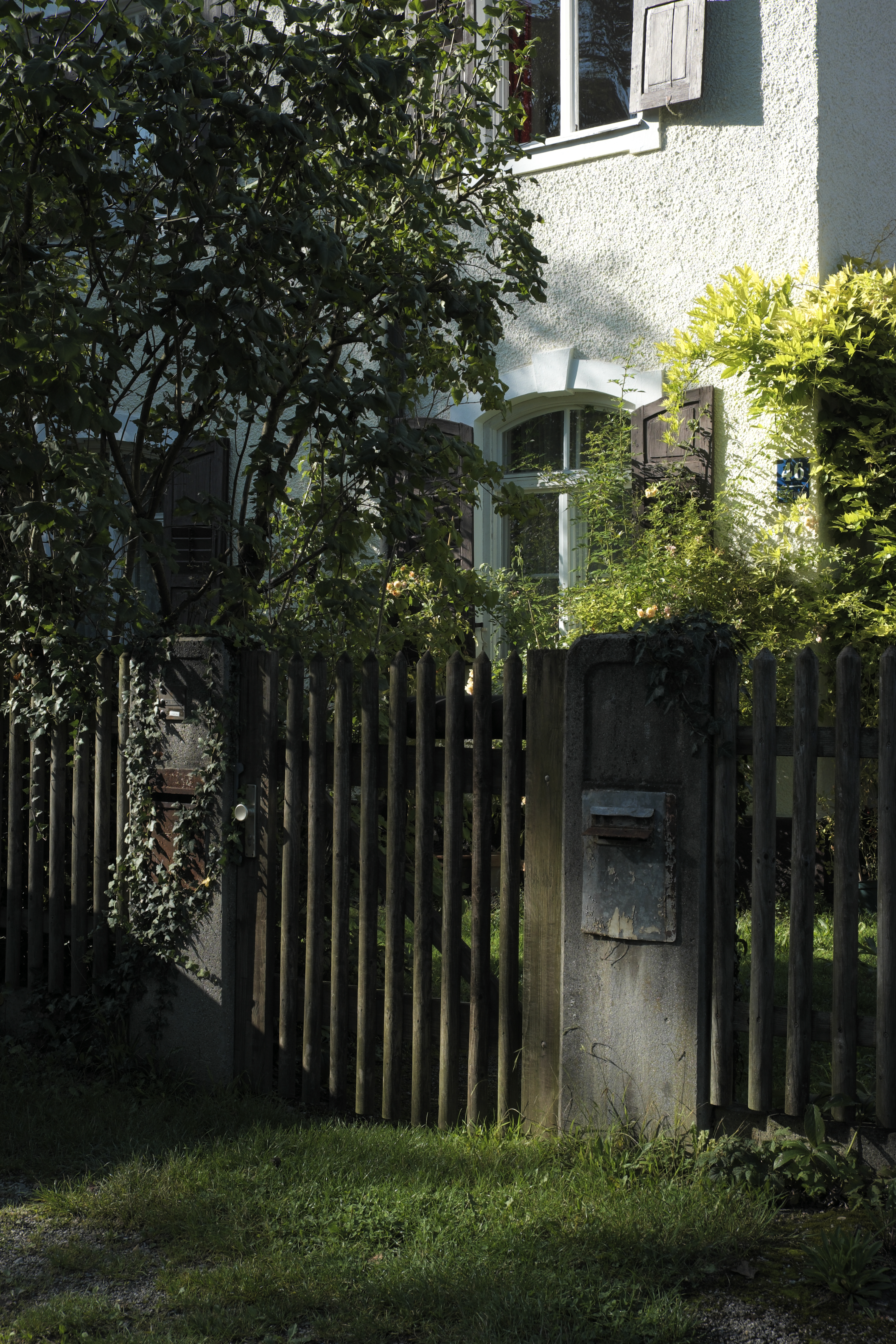